# Ramp Rocks
Die Ramp Rocks (von englisch ramp ‚Rampe, Auffahrt, Anstieg‘) sind drei karge und bis zu 23 m hohe Klippenfelsen in der zum Archipel Südgeorgiens gehörenden Gruppe der Willis-Inseln. Sie liegen 4 km nordwestlich des Johannesen Point von Main Island.
Norwegische Wal- und Robbenfänger gaben dem größten der Felsen den Namen Laavebrua (norwegisch für Dreschplatzbrücke). Der Begriff beschreibt eine Rampe zum Einbringen von Heu in Scheunen. Das UK Antarctic Place-Names Committee übertrug die Benennung 1954 sinngemäß ins Englische, passte sie 1976 dann zur Ausdehnung auf alle drei Felsen an.